# Норфок (Вирџинија)
Норфок (енгл. Norfolk) други је по величини град америчке савезне државе Вирџинија, после суседног града Вирџинија Бич. Према попису из 2020. било је 238.005 становника.
По попису становништва из 2010. у њему је живело 242.803 становника.

## Географија
Норфок се налази на надморској висини од 7 ft (2,1 m).

## Демографија
Према попису становништва из 2010. у граду је живело 242.803 становника, што је 8.400 (3,6%) становника више него 2000. године.
|                   | 2010.            | 2000.            |
| Укупно            | 242 803 (100,0%) | 234 403 (100,0%) |
| Белци             | 107 463 (44,26%) | 110 221 (47,02%) |
| Афроамериканци    | 104 672 (43,11%) | 103 387 (44,11%) |
| Хиспаноамериканци | 16 144 (6,649%)  | 8 915 (3,803%)   |
| Азијати           | 7 999 (3,294%)   | 6 593 (2,813%)   |
| Остали            | 6 525 (2,687%)   | 5 287 (2,256%)   |

## Партнерски градови
- Тулон
- Вилхелмсхафен
- Китакјушу
- Калињинград
- Халифакс
- Cagayan de Oro
- Норфок